# Эмиттерно-связанная логика
Эми́ттерно-свя́занная ло́гика (ЭСЛ, ECL) — способ построения логических элементов на основе дифференциальных транзисторных каскадов. ЭСЛ является самой быстродействующей из всех типов логики, построенной на биполярных транзисторах. Это объясняется тем, что транзисторы в ЭСЛ работают в линейном режиме, не переходя в режим насыщения, выход из которого замедлен. Низкие значения логических перепадов в ЭСЛ-логике способствуют снижению влияния на быстродействие паразитных ёмкостей.
Основная деталь ЭСЛ-логики — схема потенциального сравнения, собранная не на диодах (как в ДТЛ), а на транзисторах. Схема представляет собой транзисторы, соединённые эмиттерами и подключенные к корпусу (или питанию) через резистор. При этом транзистор, у которого напряжение на базе выше, пропускает через себя основной ток. Как правило, один транзистор в схеме сравнения подключен к опорному уровню, равному напряжению логического порога, а остальные транзисторы являются входами. Выходные цепи схемы сравнения поступают на усилительные транзисторы, а с них — на выходные эмиттерные повторители.
Особенностью ЭСЛ является повышенные скорость (150 МГц уже в первых образцах 1960-х годов и 0,5…2 ГГц в 1970-1980-х) и энергопотребление по сравнению с ТТЛ и КМОП (на низких частотах, на высоких — примерно равное), низкая помехоустойчивость, низкая степень интеграции (ограниченная, в частности, большой потребляемой мощностью каждого элемента, что не позволяет разместить в одном корпусе много элементов, так как это приведёт к перегреву) и как следствие — высокая стоимость.

## История
ЭСЛ была изобретена в августе 1956 года инженером IBM Хэноном Йорком (англ. Hannon S. Yourke). Первоначально имела название «управляемая током логика», применялась в компьютерах Stretch, IBM 7090, и IBM 7094. Также использовалось название схема токового режима.
Переключатель тока Йорка представлял собой дифференциальный усилитель, в котором входные логические уровни сигналов отличались от выходных. В схеме Йорка отличие опорных уровней напряжения составляло 3 вольта. В связи с этим использовались две взаимодополняющих версии логических элементов: NPN и PNP. Выход NPN версии мог управлять входами PNP версии и наоборот. Недостатками схемы являлись использование дополнительных источников напряжения и использование как PNP, так и NPN транзисторов.
Позже, вместо чередования NPN и PNP версий логических элементов, был предложен метод с использованием стабилитронов и резисторов для сдвига выходных логических уровней к значениям входных логических уровней. В ЭВМ БЭСМ-6 для этой же цели в состав переключателя тока был введён вторичный источник электропитания на основе трансформатора и двухполупериодного выпрямителя со средней точкой, названный «подвешенным источником питания».
С появлением цифровых интегральных микросхем ЭСЛ логики для сдвига выходных логических уровней стал использоваться эмиттерный повторитель, также обеспечивающий повышение коэффициента разветвления.
Первая серия микросхем ЭСЛ логики, MECL I, была представлена фирмой Motorola в 1962 году. Motorola разработала улучшенные серии MECL II в 1966 году и MECL III в 1968 году. MECL III обладала задержкой распространения сигнала в 1 наносекунду и частотой переключения триггеров до 500 МГц. В 1971 году выпущена серия 10000 с пониженным энергопотреблением и быстродействием.
Высокое энергопотребление ЭСЛ ограничило её применение только в схемах, где было важно максимальное быстродействие. ЭСЛ применялась в мейнфреймах IBM серии IBM System/390, суперкомпьютере Cray-1, первом поколении мейнфреймов Amdahl, ЕС ЭВМ ряда 2, ЭВМ «Эльбрус-2».

## Цифровые микросхемы ЭСЛ
ЭСЛ советской разработки
Серии микросхем отечественного производства:
- 137, 187, 229 — совместимые серии, 137 отличается более высоким быстродействием, 187 — меньшей потребляемой мощностью. Давно устарели.
- 138 — серия с лучшими параметрами, чем 137, 187. Устарела с появлением серий 100 и 500.
- 100, 500, 700 — это одна и та же серия в плоских корпусах (100), DIP-корпусах (500), бескорпусная для гибридных микросхем (700). Аналог серии Motorola 10000.
- 1500 — серия с субнаносекундным быстродействием, использовалась в ЭВМ «Эльбрус-2».
- 1590 — последняя отечественная серия ЭСЛ-логики, аналоги серии Motorola MC10Hxxx. По сравнению с предыдущей, 1500ой серией, при том же быстродействии энергопотребление снижено примерно втрое.
- 1800 — разрядно-модульный микропроцессорный комплект, некоторые микросхемы использовались в ЭВМ серии ЕС